# Dawfield, Phillips
Dawfield, Phillips, Ltd. war ein britischer Hersteller von Automobilen.

## Unternehmensgeschichte
Das Unternehmen hatte seinen Sitz an der Uxbridge Road in West Ealing, einem Stadtteil von London. Es existierte von 1907 bis 1910. Die hergestellten Fahrzeuge wurden unter dem Markennamen DPL angeboten. Einige Fahrzeuge wurden nach Australien exportiert.

## Fahrzeuge
Das wichtigste Modell 12/15 HP galt als sehr zuverlässig. Sein Zweizylindermotor mit 12 PS Leistung war unter dem Fahrersitz montiert und trieb über ein Zweiganggetriebe und Kette die Hinterachse an. Der Wagen hatte eine konventionelle Tourenwagen-Karosserie. Hauptsächlich wurden die Wagen als Taxis eingesetzt; nur eine geringe Anzahl wurde als Privatwagen verkauft. Der Radstand betrug 6 Fuß und 6 Inch, umgerechnet etwa 198 cm.
1908 wurde der Baby Dawfield angekündigt. Er war ein gewöhnlicher Kleinwagen mit einem Zweizylindermotor, 9 PS Leistung und Kardanantrieb.